# Tamulotoxina
La tamulotoxina (o la toxina de Tamulus, tamulustoxina, en forma abreviada: TmTx) es una neurotoxina venenosa del escorpión rojo indio (Hottentotta tamulus, Mesobuthus tamulus o Buthus tamulus).

## Química

### Estructura
La toxina ha sido clasificada como una toxina escorpión de cadena corta. Se compone de 36 aminoácidos y se conoce como TmTx1. También se identificó un péptido que consta de 35 aminoácidos, denominado TmTx2.  Posee tres enlaces de disulfuro intramoleculares (S-S), lo que lleva a una conformación altamente estabilizada. También tiene seis residuos de cisteína, que es una característica compartida por muchas toxinas de escorpión de cadena corta.

## Toxicidad
La inyección del veneno de H. tamulus induce respuestas hiperventilatorias e hipertensivas en ratas y en humanos. La toxicidad del veneno varía con la edad y la especie.

## Tratamiento
Basándose en la estructura, pueden identificarse compuestos biológicos que podrían tener una máxima afinidad de unión al sitio activo de la proteína de la toxina TmTx y, por lo tanto, evitar que la toxina se una a los poros iónicos del canal. Por lo tanto, estos compuestos podrían utilizarse en el futuro como un antídoto para TmTx. Se identificaron tres compuestos bioactivos de las plantas Andrographis paniculata y Ocimum basilicum. Sobre la base de modelos informáticos, también se han identificado ligandos separados, que podrían bloquear la TmTx.